# Provodov-Šonov
Provodov-Šonov é uma comuna checa localizada na região de Hradec Králové, distrito de Náchod‎.